# Synopeas carinator
Synopeas carinator är en stekelart som först beskrevs av Fouts 1925.  Synopeas carinator ingår i släktet Synopeas och familjen gallmyggesteklar. Inga underarter finns listade i Catalogue of Life.